# Adolf & Georg Repsold

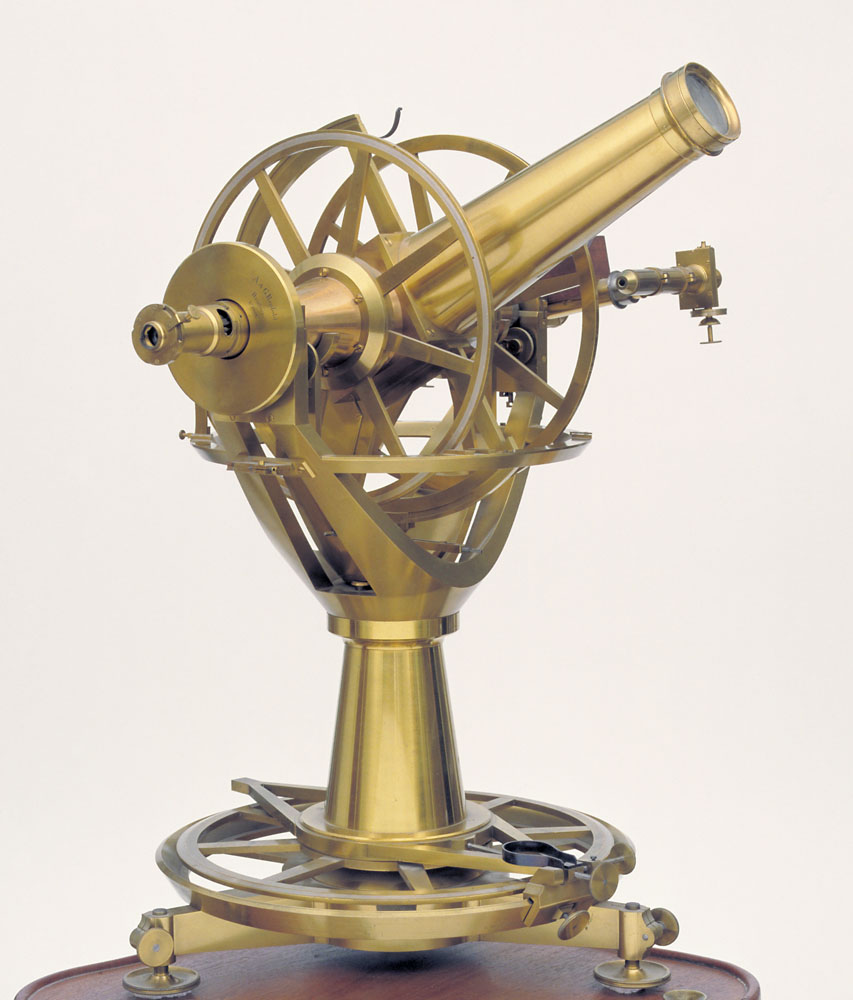
Strumento universale prodotto dalla Adolf & Georg Repsold, conservato al Museo Galileo di Firenze.

La ditta Adolf & Georg Repsold è stata una bottega tedesca di strumenti scientifici.
Eredi di una ditta produttrice di strumentazione astronomica, fondata ad Amburgo dal padre Johann Georg (1770-1830), Georg (1804-1885) e Adolf Repsold (1806-1871) costruirono strumenti per diversi osservatori astronomici, come quelli di Edimburgo, Amburgo, Pulkovo (San Pietroburgo), Könisberg, Christiania (Oslo) e Madrid. Adolf lavorò anche per il dipartimento dei vigili del fuoco di Amburgo. Nel 1836 si unì ai Repsold Karl August Steinheil (1801-1870). Nella seconda metà del XIX secolo, i due figli di Adolf entrarono in società col padre.